# Emmy Kerkhoff
Emma Louise (Emmy) Kerkhoff (Barmen (Duitsland), 27 maart 1904 - Amsterdam, 30 oktober 1990) was een Nederlands germaniste. Ze stond bekend als Kafka-kenner.

## Opleiding en loopbaan
Kerkhoff behaalde in 1923 de akte Hoogduitse taal M.O. A. In 1924 werd zij voor een jaar benoemd als lerares aan de Rijks HBS in Helmond. In 1927 slaagde ze voor het examen Duits M.O. Akte B. Kerkhoff slaagde in 1939 in Amsterdam cum laude voor het doctoraal examen Duitse taal en letterkunde. Kerkhoff promoveerde in 1949 in Groningen op het proefschrift Ausdrucksmöglichkeiten neuhochdeutschen Prosastils: ein kritischer Versuch an Friedrich Grieses Roman "Die Weissköpfe".
Kerkhoff was vele jaren verbonden aan de vakgroep Duitse Taal- en Letterkunde van de Gemeentelijke Universiteit Amsterdam (later de Universiteit van Amsterdam). Haar leergebied was de stilistiek. Een van haar studenten was de latere hoogleraar Moderne Duitse Letterkunde Walter Schönau. Ze was tevens docent aan de School voor Taal- en Letterkunde te 's-Gravenhage.

## Privé
Ze werd geboren in Barmen, als dochter van de violist Fredrik Salomon Kerkhoff (Haarlem, 15 september 1873 - Amsterdam, 27 december 1955).

## Publicaties (selectie)
- 1935 Deutsche Prosa. Eine Auswahl aus der neueren deutschen Literatur (met dr. H.W. Rutgers)
- 1936 Der Relativsatz
- 1946 Kleine Anleitung zur Satzanalyse
- 1946 Het begrijp stijl. Rede uitgesproken bij de opening van het 32ste studiejaar voor de School voor Taal- en Letterkunde te 's-Gravenhage
- 1949 Ausdrucksmöglichkeiten neuhochdeutschen Prosastils: ein kritischer Versuch an Friedrich Grieses Roman "Die Weissköpfe" (proefschrift)
- 1951 De kunst der stijlinterpretatie. Een pleidooi voor functionele stilistiek
- 1953 Wegen naar het taalkunstwerk. Rede uitgesproken bij de opening van het 39ste studiejaar voor de School voor Taal- en Letterkunde te 's-Gravenhage
- 1956 Van taal naar taal: keuze van Nederlandse en Duitse prozateksten voor de academische en middelbare examens in de Duitse taal- en letterkunde
- 1962 Kleine deutsche Stilistik
- 1968 Het gesprek in de literatuur. Rede uitgesproken bij de opening van het 54ste studiejaar voor de School voor Taal- en Letterkunde te 's-Gravenhage

- Bibsys: 90833285
- CiNii: DA04839081
- Digitale Bibliotheek voor de Nederlandse Letteren: kerk026
- Gemeinsame Normdatei: 1060908786
- International Standard Name Identifier: 0000 0000 8121 4799
- Library of Congress Control Number: no2008125073
- Nationale Bibliotheek van Israël: 987007603735205171
- Nederlandse Thesaurus van Auteursnamen: 069110611
- Réseau des bibliothèques de Suisse occidentale: 02-A000097880
- Système universitaire de documentation: 060577320
- Virtual International Authority File: 42317340
- WorldCat: E39PCjHyfbCr9rf3BMDBm6Gp8y